# Zythos avellanea
Zythos avellanea là một loài bướm đêm trong họ Geometridae.